# Magra kyrka
Magra kyrka är en kyrkobyggnad i nordligaste delen av Alingsås kommun. Den tillhör Bjärke församling i Skara stift och var fram till 2006 församlingskyrka i Magra församling.

## Kyrkobyggnaden
Den tornlösa medeltidskyrkan är en salsbyggnad, med vapenhus i söder, som 1785 fick ett nytt tresidigt avslutat kor i öster. I kyrkorummet finns ett putsat trätak med enkla stuckdekorationer. Vid restaureringen 1934 framtogs en medeltida kalkmålning som avbildar Sankt Göran och draken över dörren till sakristian, liksom draperimålningarna från 1700-talet i koret. 
Kyrkogården har en stiglucka och en klockstapel med kjolform.

## Inventarier
- Altaruppsatsen från 1710, med en altartavla i barockstil som avbildar Golgata, utfördes troligen av Anders Ekeberg i Borås.
- Predikstolen från 1693 är tillverkad av Jon i Svederna.

### Orgel
Huvudinstrument är digitalorgel, men pipverk och bälg finns kvar av orgeln från 1962.

## Bilder

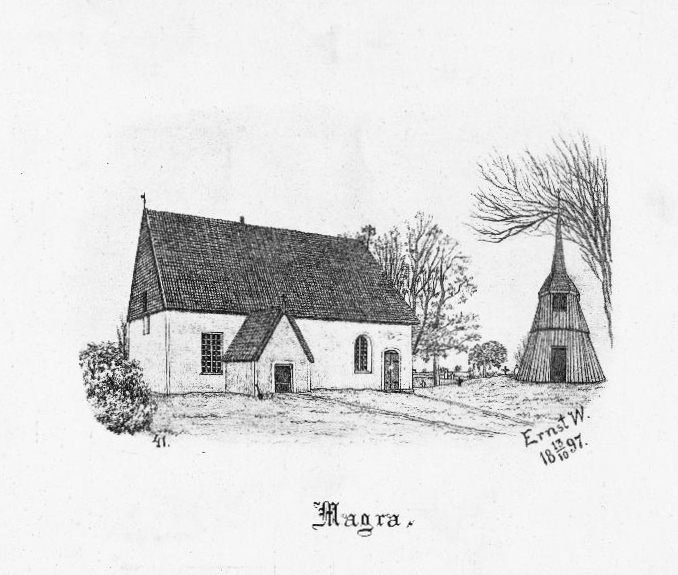
Kyrkan på teckning 1897.
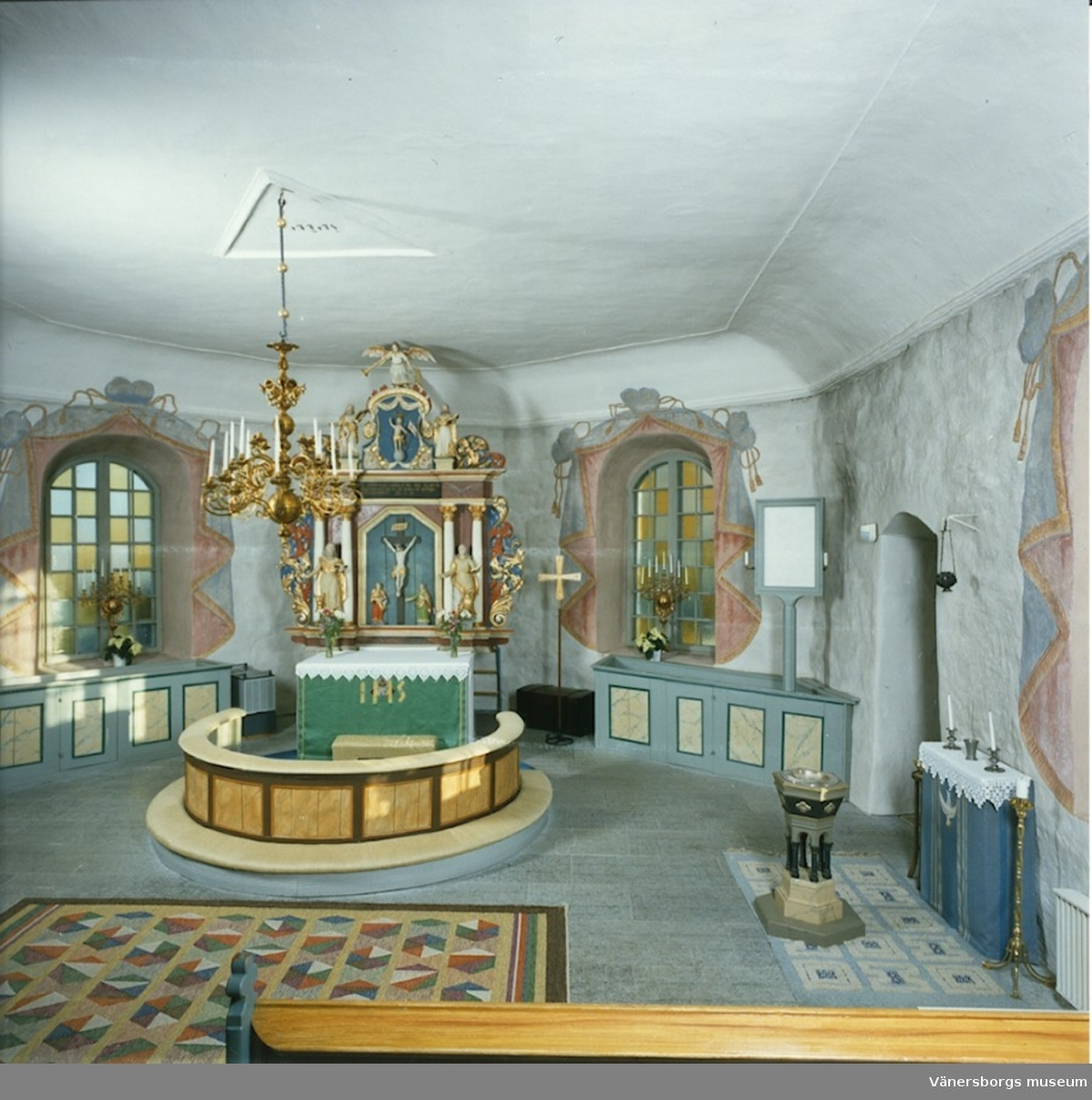
Koret.
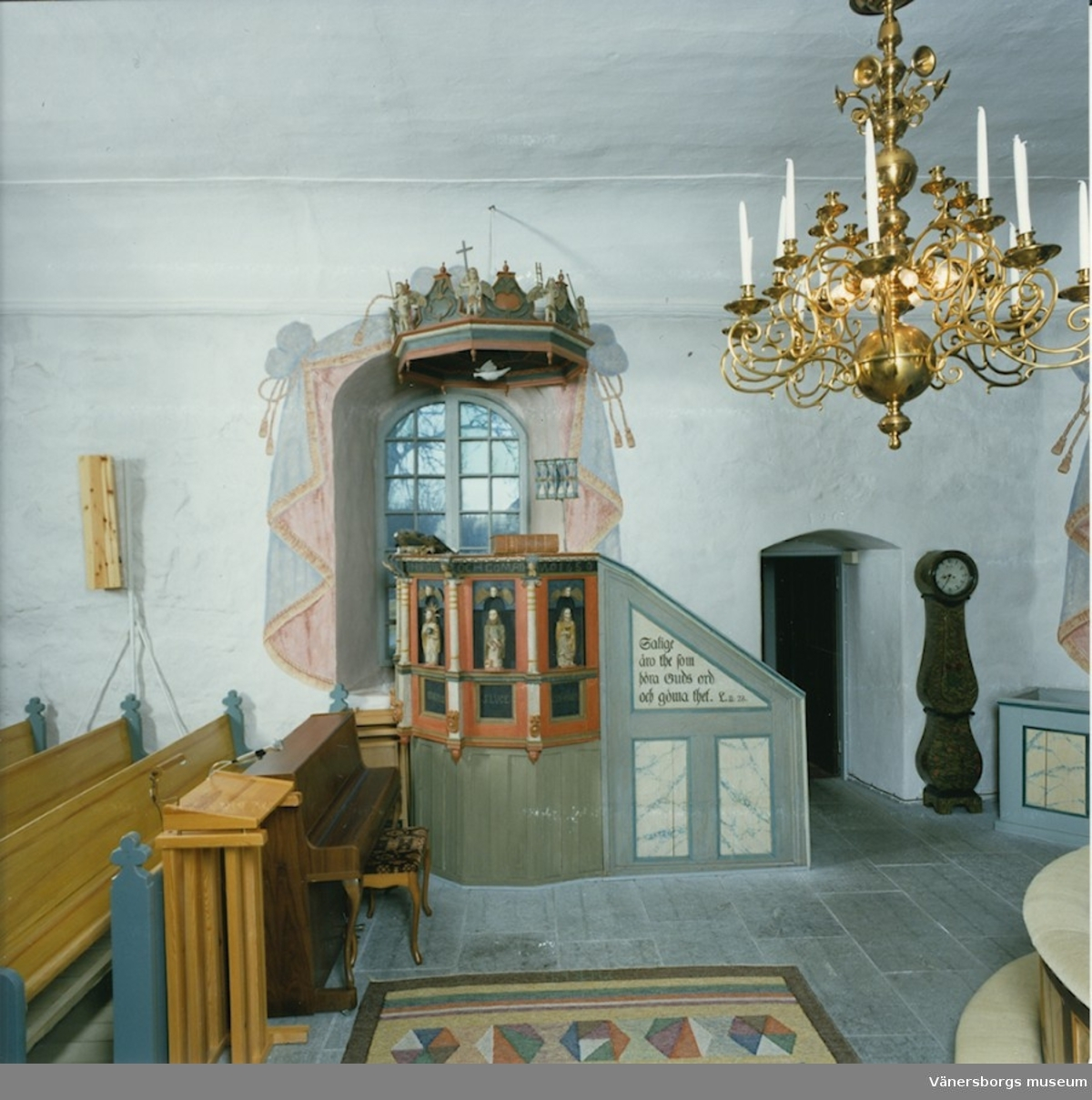
Predikstolen.
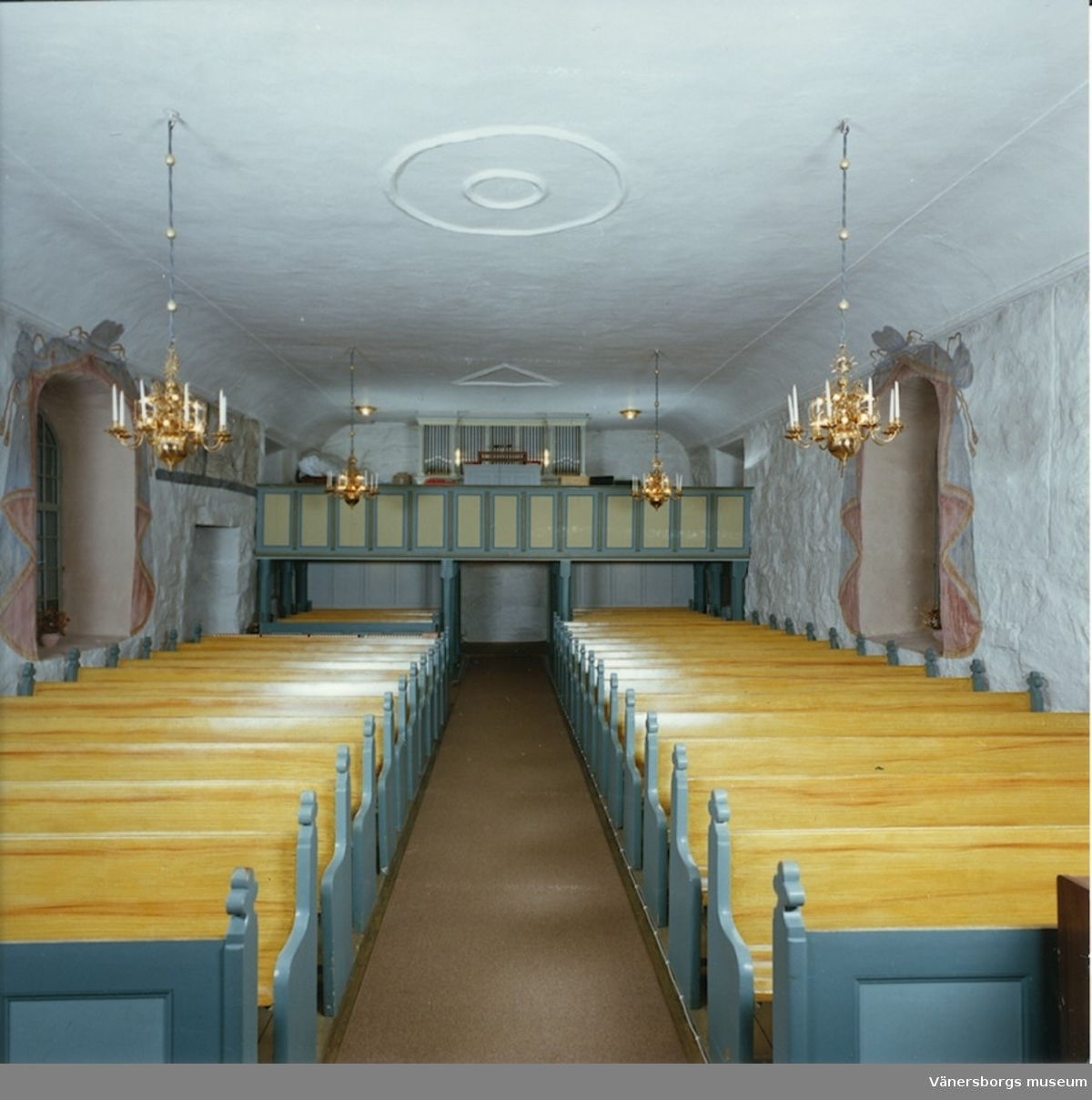
Läktare och orgel.